# Kristian Wegscheider

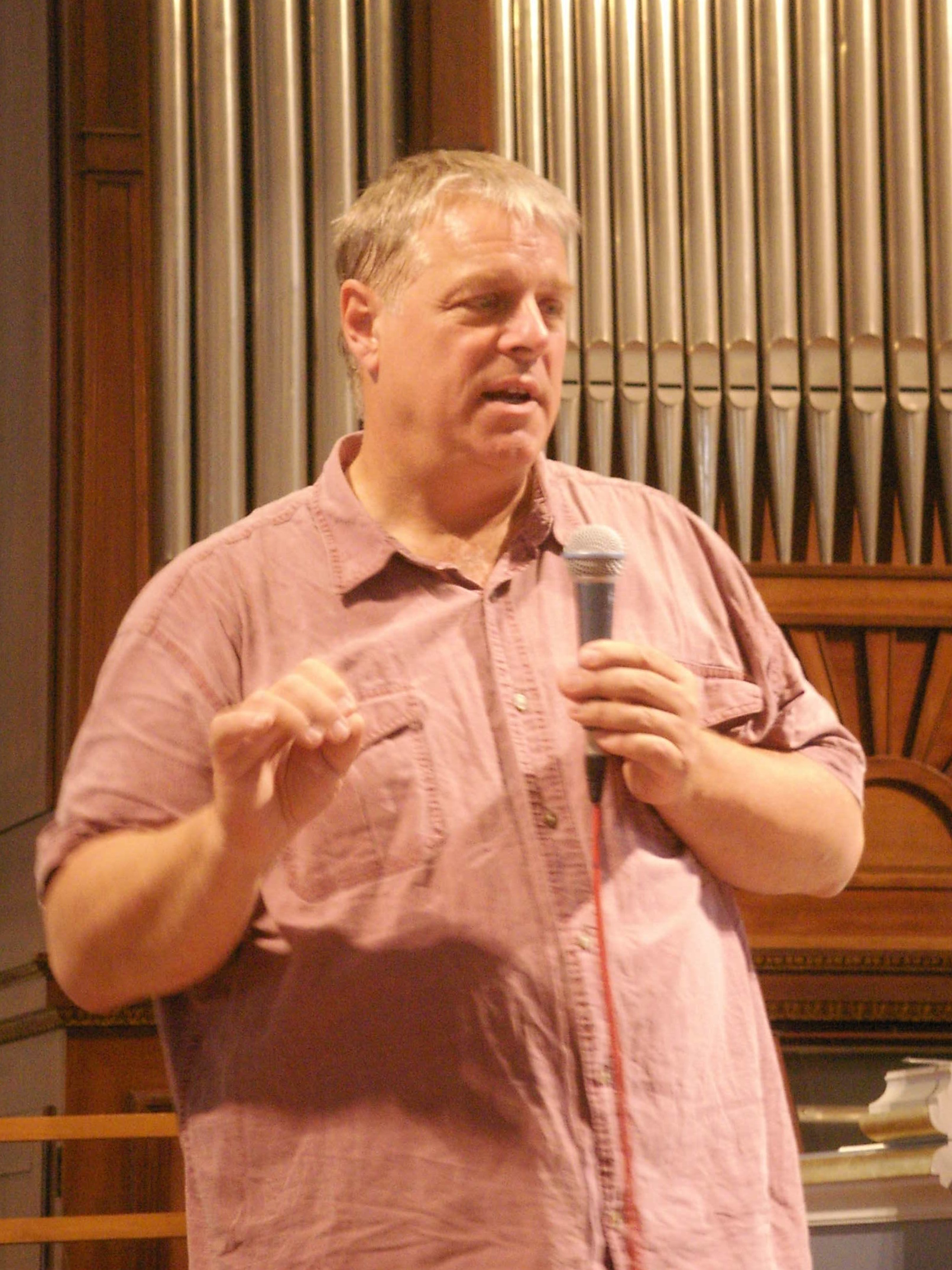
Kristian Wegscheider (2016)

Kristian Wegscheider (* 20. Januar 1954 in Ahrenshoop) ist ein deutscher Orgelbauer und -restaurator. Er ist Inhaber der Orgelwerkstatt Wegscheider.

## Leben und Wirken
Nach seinem Abitur 1972 und der Wehrdienstzeit bei der NVA machte Wegscheider in den Jahren 1975–1978 eine Lehre beim 1808 gegründeten Jehmlich Orgelbau in Dresden und absolvierte von 1976 bis 1980 ein begleitendes Fernstudium als Restaurator in Leipzig, Berlin und Weimar. In seinem Lehrbetrieb Jehmlich wurde er Leiter der Restaurierungsabteilung. In dieser Zeit betreute er die Instandhaltung der 1714 im Freiberger Dom geweihten Orgel von Gottfried Silbermann und die 1868 von Friedrich Hermann Lütkemüller gebaute Orgel im Güstrower Dom.
Im Jahr 1989 gründete er seine eigene Orgelbauwerkstatt in Dresden. Seitdem konnte er etwa 100 Orgelbauprojekte realisieren, sowohl Restaurierungen als auch Neubauten. Seit Januar 1990 hat Wegscheider seinen Meisterbrief. Er ist Präsidiumsmitglied der Gottfried-Silbermann-Gesellschaft und Fachberater für Restaurierungen.
Zu den bedeutendsten Restaurierungen der Firma Wegscheider gehören 
- die Orgel der St.-Nikolai-Kirche (Stralsund),
- die Stellwagen-Orgel in der Stralsunder Marienkirche,
- die Amalienorgel in der Kirche Zur frohen Botschaft in Berlin-Karlshorst,
- die Wäldner-Orgel im Dom zu Halle
- die Silbermann-Orgel in der Katholischen Hofkirche Dresden und
- die Scholtze-Orgel in der Havelberger Stadtkirche St. Laurentius.

Zwei beachtenswerte Neubauten der Werkstatt Wegscheider stehen im Münster Ingolstadt (2016) sowie in der Jakobikirche Stralsund (2020, Neubau unter Nutzung des historischen Prospektes sowie einiger alter Windladen und Register).
Im Dresdner Orgelstreit trat Wegscheider für eine originalgetreue Rekonstruktion der Silbermann-Orgel von 1736 ein. Im Jahr 2000 erhielt Wegscheider als „herausragender, kunsthandwerklich auf großer Höhe stehender Orgelbauer, dessen Qualitäten und stets waches, innovatives Denken in dieser Art selten sind“ den Arras Preis für Kunst und Kultur der Hanna Johannes Arras Stiftung in Dresden.
Wegscheider hat mit der Tänzerin Sonja Zimmermann einen gemeinsamen Sohn, der beim Maler Eberhard Göschel aufwuchs.

## Kunsthappenings
Wegscheider – nach eigenem Bekunden ein Schwärmer für den Barock und für Italien – veranstaltete in der zweiten Hälfte der 1980er Jahre verschiedene, aufsehenerregende Kunsthappenings und stand dadurch unter Beobachtung der DDR-Staatssicherheit. Er wurde dabei von der Ständigen Vertretung der Bundesrepublik Deutschland (StäV) unterstützt, was dem Tun eine politische Dimension verlieh. Dazu wurden in den drei Jahren 1986 bis 1988 Elbdampfer der Sächsischen Dampfschiffahrt für eine jährliche Ausflugsfahrt angemietet. Die Fahrgäste gehörten alle zu einer gewissen Bohème. Vorlage für diese „Kulturreisen“ war Fellinis 1983 erschienener Film Das Schiff der Träume, der in der DDR nicht gezeigt wurde. Diese Fahrten standen jeweils unter einem Motto und waren gespickt mit Zitaten freiheitlicher und opulenter Lebensweise. Vereinzelt waren auch bundesdeutsche Spitzenpolitiker wie 1988 Walter Momper dabei.
Die erste Fahrt auf der Elbe fand am 26. April 1986, dem Tag der Nuklearkatastrophe von Tschernobyl statt. Seit dieser ersten Fahrt nehmen auch Mitglieder der StäV teil, ab dem zweiten Jahr auch Winfried Sühlo (* 1935). Bei der zweiten Fahrt ging es 1987 nach einer Elbefahrt mit der Weißeritztal-Kleinbahn nach Kipsdorf, wo bei der Ankunft eine Feuerwehrkapelle zum Tanz aufspielte. Die Fahrgäste brauchten nicht zum Mitmachen aufgefordert werden; jeder war Akteur, keiner Kulturkonsument. Zuvor war nach knapp sieben Kilometern in Spechtritzmühle ein Klavier in den Packwagen geladen worden, wo fortan Boogie-Woogie erklang, in anderen Waggons wurde Country-Musik oder klassische Hausmusik in Form eines Streichquartetts dargeboten. Höhepunkt war bei Obercarsdorf, wo Indianer den Zug anhielten und den Lokführer fesselten. Erst nach dem Rauchen einer Friedenspfeife wurde er von Wegscheider wieder freigekauft. Diese inszenierte Einlage wurde von der Stasi mit dem Aktenvermerk goutiert: „Es war ein Indianerüberfall in Wild-West Manier organisiert. Es handelte sich um eine sechs bis acht Mann zählende Indianistikgruppe, die gut kostümiert war und in gutem Sächsisch korrespondierte.“ Die Elbfahrt im dritten Jahr am 12. Juni 1988 lief unter dem Motto „Lila – der letzte Versuch“ und war Wegscheiders Ansinnen geschuldet, innerhalb der nächsten Monate in den Westen zu fliehen. Unter der gerade aufblühenden Perestroika, die mehr freie Meinungsäußerung erlaubte, wären keine Tricks mehr nötig gewesen, ein so großes Schiff anzumieten und die künstlerischen Darbietungen nicht mehr suspekt. Die Stasi betrachtete als einzige Möglichkeit, die Schifffahrt noch zu verhindern, eine technische Sabotage des Dampfers. Dieses 1988er Motto wurde so ungewollt zur Realität, da ein Jahr später 1989 noch die Grenze fiel. Die musikalischen Darbietungen waren beispielsweise eine Carmen-Parodie. Mit an Bord waren auch der Sänger René Pape und der Dirigent Rainer Mühlbach. Seit der zweiten Fahrt finanzierte die StäV bei und organisierte vor allem das Essen. Passend zum Motto lagen Lila-Pause-Riegel aus, die zwei Jahre zuvor ihre Markteinführung hatten. Auch war zum Abschluss der Fahrt ein riesiger Picknick-Tisch aufgebaut, auf dem Obst und Südfrüchte dargeboten wurden, die in der DDR nicht zu erwerben waren. Entsprechend euphorisch fällt laut Wegscheider an dieser Stelle der Stasi-Bericht aus: „Die Leute, die da schreiben mussten, die konnten es ja nicht fassen. Die haben das ja selber auch genossen. Wann bekommen die denn mal Kiwis und Mangos? Die durften ja alle mitessen!“

„Wir brauchten diese Lichter im Alltag. Bei unseren Festen kamen die ‚Verbündeten‘ aus der ganzen DDR. Und umgekehrt packten wir unsere Bündel und fuhren zu den Festen nach Halle oder Berlin. Wir haben uns auf diese Weise vernetzt. Dadurch sind Dinge entstanden, die natürlich überhaupt nicht staatsoffiziell waren. Die Feste wurden kritisch beobachtet, mitunter sogar polizeilich aufgelöst und waren mit Spionen durchsetzt. In den 80er Jahren trat mit der Vielzahl von Ausreisen ein Exodus ein, der unserer Gemeinschaft schon Abbruch getan hat. Man hätte nicht gewußt, wie es weitergehen soll. Gottlob war die DDR dann am Ende, und wir feiern unterdessen wieder.“

Für Wegscheider und seine Weggefährten waren diese Idee eine Art „Traumreise mit all seinen Freunden – eine Art kollektive Republikflucht ins Reich der Fantasie“. „Staatsfeindliche Aktivitäten“ waren dies in den Augen der Staatssicherheit jedoch nicht. Die Requisiten stammten aus dem Fundus der Semper-Oper.

## Rezeption
Während Wegscheiders künstlerisch-politische Aktionen außer der „Stasi“ nur wenigen Mitbürgern bekannt wurden, wuchs von Jahr zu Jahr sowohl die Zahl der Begeisterten durch Mundpropaganda als auch die Zahl der Beteiligten an seinen Kunsthappenings.
Nach der Wende und friedlichen Revolution griffen viele Medien zu den Jahrestagen die Ereignisse auf. Nicht nur die lokalen sächsischen Zeitungen, auch das Fernsehen des MDR, die Bundeszentrale für politische Bildung und das Deutsche Historische Museum weisen auf Wegscheiders Beiträge zur ostdeutschen Kulturlandschaft hin.

## Publikationen
- Richtlinien zur Erhaltung wertvoller historischer Orgeln. Kultur- und Forschungsstätte Michaelstein, Michaelstein bei Blankenburg/Harz 1981. (= Studien zur Aufführungspraxis und Interpretation von Instrumentalmusik des 18. Jahrhunderts, Heft 12.)
- Orgeltemperatur – ein Beitrag zum Problem der Rekonstruktion historischer Stimmungsarten bei Orgelrestaurierungen. Kultur- und Forschungsstätte Michaelstein, Michaelstein bei Blankenburg/Harz 1988, ISBN 978-3-89512-064-0.